# Руденко Гаврило Митрофанович
Гаври́ло Митрофа́нович Руде́нко (1905, село Вільшани Харківської губернії, тепер селище Дергачівського району Харківської області — ?) — український радянський діяч, 1-й секретар Краснокутського і Богодухівського райкомів КПУ Харківської області. Депутат Верховної Ради УРСР 2—5-го скликань. 

## Життєпис
Народився у родині селянина-бідняка. Закінчив початкову школу. Змалку наймитував у багатих селян.
З 1921 року працював у відділі благоустрою при Харківській міській раді. Потім працював слюсарем Харківського електромеханічного заводу.
У 1927—1929 роках — служба у Червоній армії.
Член ВКП(б) з 1929 року.
З 1929 року — голова робітничого комітету Балабанівського бурякорадгоспу на Харківщині.
У 1937—1939 роках — директор Первухинського цукрового комбінату Харківської області. У 1939 році працював начальником політичного відділу радгоспу в Харківській області.
З 1940 року — 2-й секретар Богодухівського районного комітету КП(б)У Харківської області. Під час німецько-радянської війни працював начальником політичного сектору Харківського бурякотресту, виконував оперативні завдання партії і радянського уряду.
У 1943—1952 роках — 1-й секретар Краснокутського районного комітету КП(б)У Харківської області.
У 1952—1962 роках — 1-й секретар Богодухівського районного комітету КПУ Харківської області.

## Нагороди
- два ордени Леніна (1948, 26.02.1958)
- орден Трудового Червоного Прапора (28.08.1944)
- медаль «За доблесну працю у Великій Вітчизняній війні 1941—1945 років»
- медаль «За перемогу над Німеччиною у Великій Вітчизняній війні 1941—1945 років»
- медалі